# Festival Internacional de Cinema de Moscou

O Festival de Cinema de Moscou, o segundo mais antigo do mundo. Seu prêmio máximo é uma estatueta reproduzindo São Jorge, lançando o dragão, símbolo da cidade de Moscou.

O Festival Internacional de Cinema de Moscou (em russo: Моско́вский междунаро́дный кинофестива́ль) é um festival internacional de cinema realizado na cidade de Moscou, na Rússia, desde 1935. é o segundo mais antigo do mundo, logo depois do Festival de Veneza. Desde 2000 se realiza anualmente em junho. Nikita Mikhalkov preside o festival desde 2000.

## Características
O Festival de Moscou é considerado pela Federação Internacional das Associações de Produtores de Cinema entre os mais prestigiosos do mundo, junto com os festivais de Berlím, Cannes, San Sebastián, Karlovy Vary e Veneza. 

## Premiação
O prêmio máximo do festival é o  São Jorge de Ouro, estatueta de São Jorge lançando o dragão, reprodução da imagem que se encontra no escudo de armas da cidade. Recentemente se instaurou também o Premio Stanislavsky para homenagear aos atores destacados que visitam o festival.

### Grande Prémio (1959–1967)
- 1959 – Destiny of a Man (USSR, dir. Sergei Bondarchuk)
- 1961 – The Naked Island (Japão, dir. Kaneto Shindō) e Clear Skies (USSR, dir. Grigori Chukhrai)
- 1963 – 8½ (Itália-França, dir. Federico Fellini)
- 1965 – War and Peace (USSR, dir. Sergei Bondarchuk) and Twenty Hours (Hungria, dir. Zoltán Fábri)
- 1967 – The Journalist (USSR, dir. Sergei Gerasimov) e Father (Hungary, dir. István Szabó)

### Prémio Dourado (1969–1987)
- 1969 – Lucía (Cuba, dir. Humberto Solás)

Serafino (Itália-França, dir. Pietro Germi)
We'll Live Till Monday (USSR, dir. Stanislav Rostotsky)
- 1971 – Confessions of a Police Captain (Itália, dir. Damiano Damiani)

Live Today, Die Tomorrow! (Japão, dir. Kaneto Shindō)
The White Bird Marked with Black (USSR, dir. Yuri Ilyenko)
- 1973 – That Sweet Word: Liberty! (USSR, dir. Vytautas Žalakevičius)

Affection (Bulgária, dir. Ludmil Staikov)
- 1975 – The Promised Land (Polónia, dir. Andrzej Wajda)

Dersu Uzala (USSR-Japão, dir. Akira Kurosawa)
We All Loved Each Other So Much (Itália, dir. Ettore Scola)
- 1977 – The Fifth Seal (Hungria, dir. Zoltán Fábri)

El puente (Espanha, dir. Juan Antonio Bardem)
Mimino (USSR, dir. Georgi Daneliya)
- 1979 – Christ Stopped at Eboli (Itália-França, dir. Francesco Rosi)

Siete días de enero (Espanha-França, dir. Juan Antonio Bardem)
Camera Buff (Polónia, dir. Krzysztof Kieślowski)
- 1981 – O Homem que Virou Suco (Brasil, dir. João Batista de Andrade)

The Abandoned Field: Free Fire Zone (Vietname, dir. Nguyen Hong Shen)
Teheran 43 (USSR-França-Suíça, dir. Aleksandr Alov, Vladimir Naumov)
- 1983 – Amok (Morocco-Guinea-Senegal, dir. Souheil Ben-Barka)

Alsino and the Condor (Nicarágua-Cuba-México-Costa Rica, dir. Miguel Littín)
Vassa (USSR, dir. Gleb Panfilov)
- 1985 – Come and See (USSR, dir. Elem Klimov)

A Soldier's Story (USA, dir. Norman Jewison)
The Descent of the Nine (Grécia, dir. Christos Shopakhas)
- 1987 – Intervista (Itália, dir. Federico Fellini)

### São Jorge de Ouro (1989–2003)
- 1989 – The Icicle Thief (Itália, dir. Maurizio Nichetti)
- 1991 – Spotted Dog Running at the Edge of the Sea (USSR-Alemanha, dir. Karen Gevorkian)
- 1993 – Me Ivan, You Abraham (França-Bielorrússia, dir. Yolande Zauberman)
- 1995 – não foi entregue
- 1997 – Marvin's Room  (EUA, dir. Jerry Zaks)
- 1999 – Will to Live (Japão, dir. Kaneto Shindō)
- 2000 – Life as a Fatal Sexually Transmitted Disease (Polónia-França, dir. Krzysztof Zanussi)
- 2001 – The Believer (EUA, dir. Henry Bean)
- 2002 – Resurrection  (Itáli-França, dir. Paolo and Vittorio Taviani)
- 2003 – The End of a Mystery (Itália-Espanha, dir. Miguel Hermoso)

### Jorge de Ouro (2004–)
- 2004 – Our Own (dir. Dmitry Meskhiev, Rússia)
- 2005 – Dreaming of Space (dir. Alexei Uchitel, Rússia)
- 2006 – About Sara (dir. Othman Karim, Suécia)
- 2007 – Travelling with Pets (dir. Vera Storozheva, Rússia)
- 2008 – As Simple as That (dir. Reza Mirkarimi, Irão)
- 2009 – Pete on the Way to Heaven (dir. Nikolay Dostal, Rússia)
- 2010 – Hermano (dir. Marcel Rasquin, Venezuela)
- 2011 – Las olas (dir. Alberto Morais, Espanha)
- 2012 – Junkhearts (dir. Tinge Krishnan, Reino Unido)
- 32013 – Particle (dir. Erdem Tepegöz, Turquia)
- 2014 – My Man (dir. Kazuyoshi Kumakiri, Japão)
- 2015 - Losers  (dir. Ivaylo Hristov, Bulgária)

## Curiosidades
O filme 8½, de Federico Fellini, fez sua estréia oficial nesse festival e levou seu prêmio máximo.